# Agria minima
Agria minima är en tvåvingeart som först beskrevs av Vimmer och Victor Gerald Soukup 1940.  Agria minima ingår i släktet Agria och familjen köttflugor.
Artens utbredningsområde är Peru. Inga underarter finns listade i Catalogue of Life.